# Plaza del Castillo (Pamplona)
La plaza del Castillo (en euskera: Gazteluko Plaza o Gazteluko Enparantza) es una plaza pública situada en el centro de la ciudad de Pamplona (Navarra), España, y que ocupa una superficie de casi 14 000 m2. Es la segunda más grande de la ciudad, siendo superada por la plaza de los Fueros, con unos 18 000 m2. De su parte meridional parte la Avenida Carlos III que comunica con el Segundo Ensanche de Pamplona.
Desde su construcción, a mediados del siglo XVI, la plaza se convirtió en el centro neurálgico de la vida social pamplonesa y en uno de los iconos más reconocibles de la ciudad, siendo hoy en día todavía escenario de importantes acontecimientos de la misma, por lo que suele ser habitual referirse a ella como "el cuarto de estar" de todos los pamploneses.

## Urbanismo y arquitectura
La plaza del Castillo se ubica al sur del Casco Antiguo de Pamplona entre los antiguos burgos medievales de San Nicolás y la Navarrería y sirve de nexo de unión entre la zona antigua y la parte nueva de la ciudad, conocida como Segundo Ensanche y edificada según plano ortogonal en el primer tercio del siglo XX.
Se trata de una plaza abierta, porticada en todos sus lados, pero sin un estilo uniforme, fruto de haber sido configurada por la construcción sucesiva de edificios en sus lados y no como proyecto urbanístico uniforme. Esto hace que los edificios que la conforman hayan sido construidos en distintas épocas y poseen alturas diferentes, lo que da a la plaza un aspecto arquitectónicamente especial. Entre ellos destaca en su lado sur una de las fachadas del palacio de Navarra, en su lado norte el edificio del antiguo Casino y en su lado este el palacio de Goyeneche, casona palaciega barroca.
La plaza es peatonal y está ajardinada en forma de parterres que dan cobijo a un arbolado compuesto principalmente por plátanos de sombra.

### Quiosco
El centro de la plaza está ocupado, desde el 28 de junio de 1943, por un quiosco de música de 18 metros de altura elevado sobre tambor escalonado y cuya cúpula está sostenida por columnas de orden jónico. Anteriormente tuvo uno de madera que había sustituido en 1910 a la fuente de la Beneficencia, obra de Luis Paret, conocida en Pamplona como "La Mariblanca", actualmente adornando los Jardines de la Taconera de la ciudad.
Al sur de la plaza, en el comienzo de la Avenida de Carlos III se encuentra la estatua dedicada al rey Carlos III el Noble.

## Denominación
La plaza se configuró urbanísticamente entre los siglos XVI y XVII. Su denominación actual de plaza del Castillo, es la más tradicional y alude a que en su solar existieron antiguamente dos fortificaciones de este tipo. No obstante, al igual que otros espacios públicos principales de otras ciudades españolas, la plaza cambió de nombre fugazmente en diversos momentos de la historia en relación con distintos avatares de la historia política del país, recibiendo los nombres de Plaza de la Constitución en 1820 y a finales del siglo XIX y principios del siglo XX, así como puntualmente el nombre de plaza de la República tanto en 1873 como en 1931.

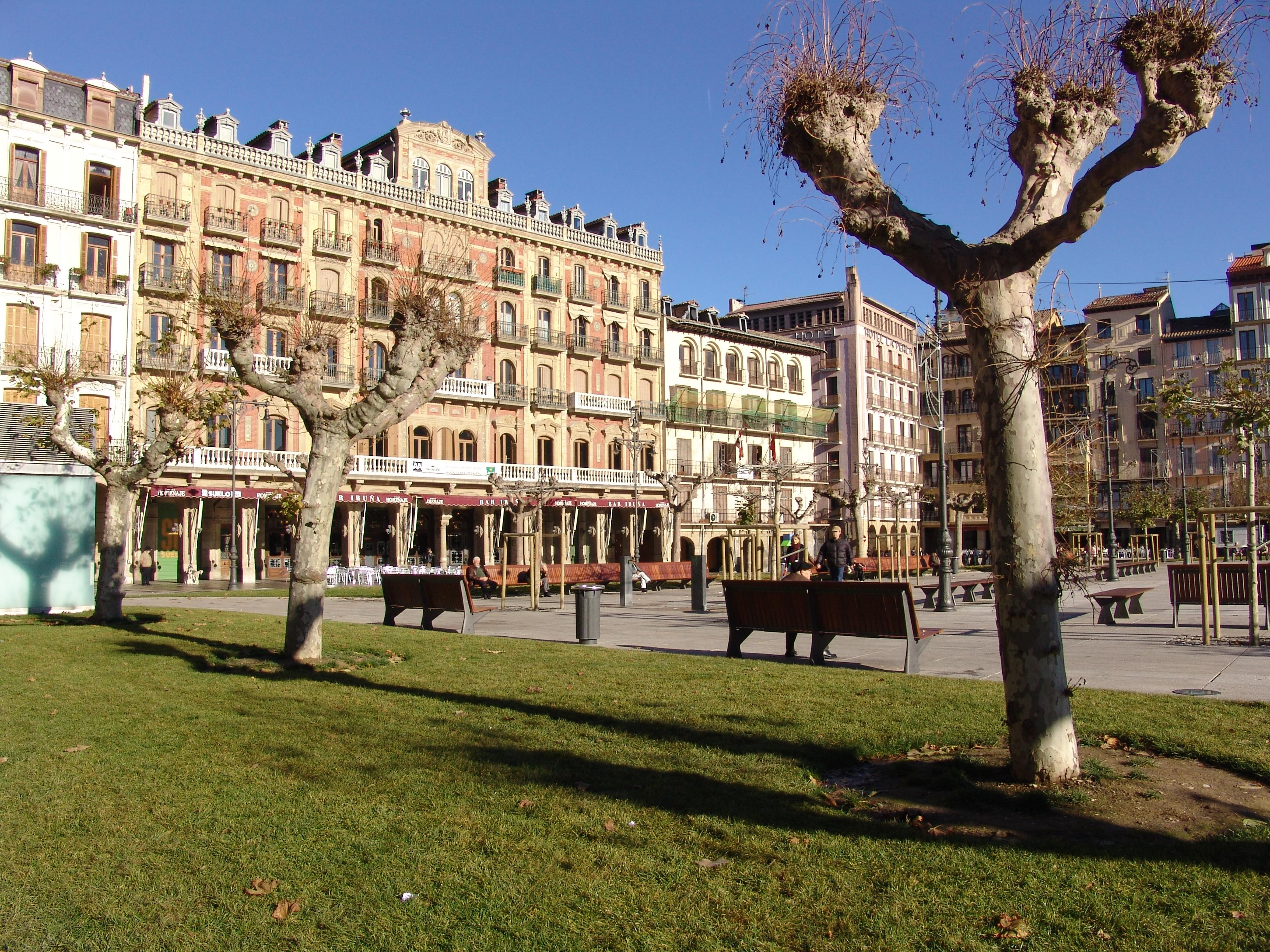
Lado norte, con el edificio del Crédito Navarro en el centro donde tienen sede el Nuevo Casino Principal y el Café Iruña. A la derecha, en la esquina, estaría el Hotel La Perla

## Historia
La explanada del Chapitel y el prado de Predicadores era un espacio intercalado entre las murallas de las tres antiguas poblaciones de Pamplona (el Burgo de San Cernin, la Población de  San Nicolás y la ciudad de la Navarrería).

### Zorriburbu
Aunque aún no se puede afirmar con rotundidad, en este espacio debió haber un cuarto barrio, Zorriburbu o Çurriburbu, que Juan José Martinena define como «un barrio de casas más o menos diseminadas que se extendería desde la Carpintería hasta el muro de la Población, ocupando una parte de la actual  plaza del Castillo». También Guilhem de Anelier aporta alguna referencia al indicar que este pequeño núcleo habitado «debía estar cerca de la puerta de la Tripería, perteneciente a la población de San Nicolás: "los de la Población subieron sobre el muro con antorchas, madera y azufre y fueron a prender fuego a Çurriburbu [...] al otro día salieron nuevamente los de la Navarrería con escudos y yelmos resplandecientes intentando talar las viñas y los frutos. Beaumerché hizo avanzar una maquina defensiva hasta las Triperías; mando abrir el portal y se dirigió hacia Çurriburbu"». Sin embargo, Florencio Idoate desplaza ligeramente este pequeño barrio hacia la parte oriental, cuando hablando del castillo viejo afirma que se citan tres puertas de acceso al mismo: «el "Portal Mayor", "Portal que es enta Sant Jacmes" y "Portal que es enta Çuriburbu" que parece corresponder a la parte de Estafeta más próxima a la muralla.» El barrio habría sido destruido «con motivo de la fortificación de la ciudad entre 1365 y 1367. En el registro de cuentas de 1369 se anota: "en el barrio que es clamado de Çorriburbu, nichil, porque las casas al dicto fueron destruytas por razón de la tayllada que ficicieron los de la Poblation"». Las excavaciones arqueológicas practicadas durante las obras de construcción del actual aparcamiento arrojan vestigios que ratificaban su existencia: «Ocupaba un espacio muy próximo a la muralla de la población, llegando incluso a colmatar parcialmente su foso exterior y a asentar los muros de la vivienda sobre su superficie. Las plantas de las viviendas aparecen seccionadas al este por la muralla que recorre de norte a sur el solar de la 
plaza del Castillo.»

### Los castillos
El primer castillo sobre parte de su solar fue mandado construir por el rey Luis I de Navarra y X de Francia, el Hutín entre 1308 y 1311. Aprovechó el material de la recién desolada ciudad de la Navarrería y piedra extraída en Ansoáin, Ezcaba, Cizur, Ezpilce y Guenduláin.
Con el paso del tiempo, y la reforma de las fortificaciones de Pamplona, este viejo castillo quedó embutido en las líneas defensivas de la ciudad, por lo que Fernando el Católico manda levantar en 1513 una nueva fortaleza en el sector más al sur de la actual plaza, utilizándose para ello las piedras del viejo castillo. A partir de 1514, con el castillo nuevo levantado en la zona de arranque de la actual Avenida Carlos III y la Avenida de San Ignacio, desaparecen también los muros de separación de cada núcleo de población y se construyen, además, dos espacios abiertos nuevos durante el siglo XVI: la Plaza del Castillo —Plaza del Castillo Viejo— y la Plaza del Chapitel, llamada después Plaza de la Fruta y en la actualidad Plaza Consistorial.

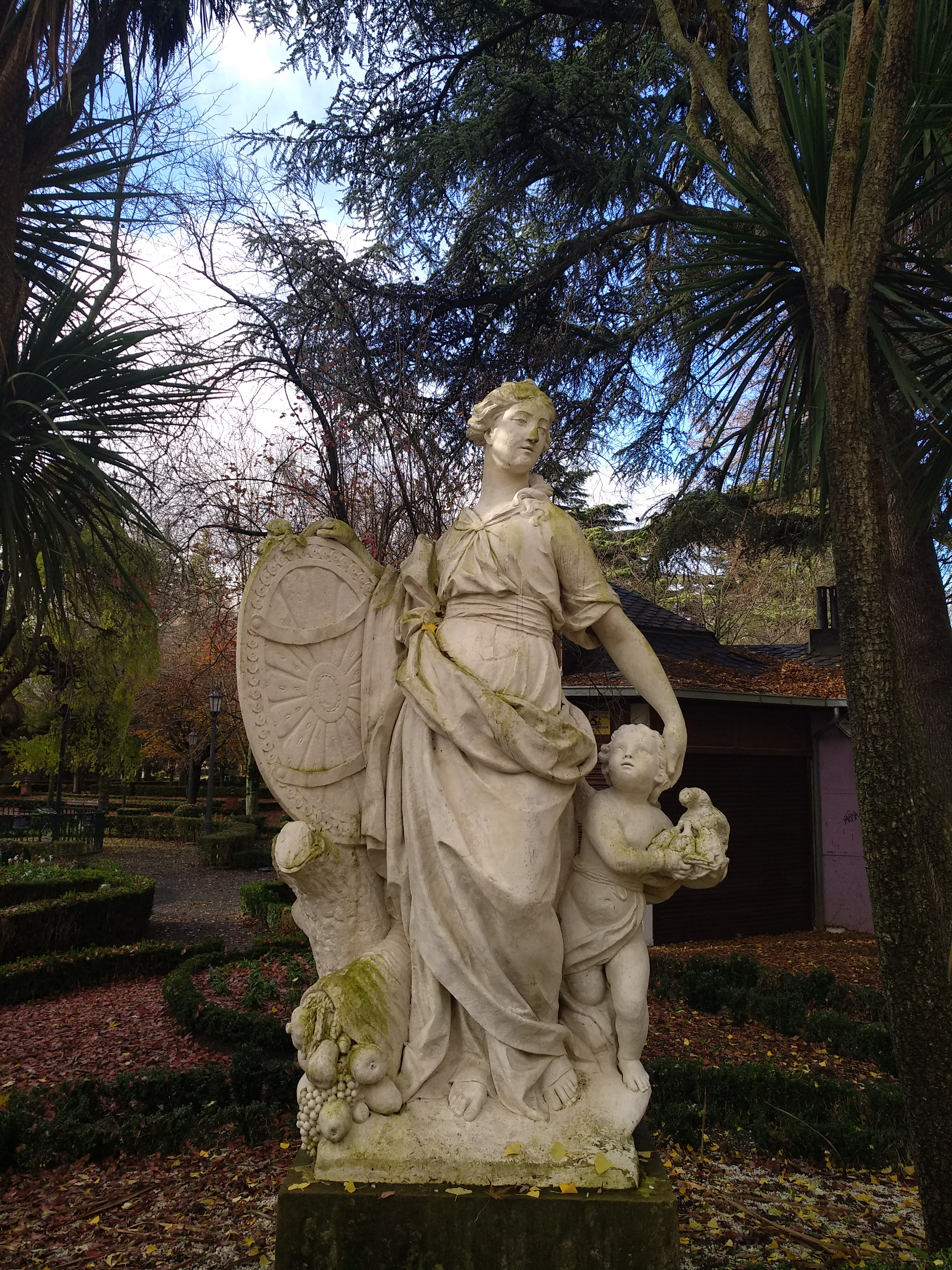
Mariblanca (Parque de la Taconera, Pamplona)

### Coso taurino
Finalmente, hacia 1590, al ser planteado un nuevo esquema defensivo de la ciudad apoyado en la construcción de la Ciudadela, este castillo de Fernando el Católico perdió su utilidad militar y fue derribado, siendo edificado en su lugar el Convento de las Carmelitas Descalzas que, finalizado hacia el año 1600, supuso el cierre definitivo de la plaza como espacio arquitectónico. Desde ese momento fue coso taurino hasta 1843. La Casa del Toril, que actualmente sería el portal número 37, se levantó hacia 1612.

### Fuente de la Abundancia o la Mariblanca
A finales del siglo XVIII, la plaza fue decorada con una hermosa fuente de Luis Paret dedicada a la Abundancia, cuyo principal elemento decorativo era la escultura alegórica de un personaje femenino que fue conocida popularmente como La Mariblanca. La fuente fue derribada en 1910, conservándose únicamente la escultura de La Mariblanca, que poco después sería instalada en los jardines de la Taconera, ubicación en la que se mantiene en la actualidad. En 1836, las Carmelitas Descalzas se vieron obligadas a abandonar el convento como consecuencia de la Desamortización de Mendizábal. En el espacio ocupado por el convento se construiría el palacio de la Diputación Provincial, la sede del antiguo Crédito Navarro, así como el teatro Principal, todos ellos en estilo neoclásico. En 1859, se levantó en el ángulo noreste de la plaza el hotel La Perla, todavía en funcionamiento, y el más antiguo de Navarra.
El 2 de febrero de 1875, tras levantarse el bloqueo de Pamplona, formaron en ella 35.000 soldados. La parte meridional estaba ocupado por el convento de las Carmelitas Descalzas que, al desocuparlo por las desamortizaciones, fue reemplazado por el Teatro Principal y, a sus espaldas, la plaza de toros levantada en 1843.
Entre 1880 y 1895, la plaza vio la construcción de los edificios del Nuevo Casino Principal y del Café Iruña, obra de Maximiano Hijón, ambos de estilo historicista, de aire romántico de fin de siglo que aún conservan, así como la apertura de otros cafés que convirtieron la plaza en el centro de la vida social pamplonesa de la época.
Por la plaza del Castillo pasaba también el trazado del ferrocarril/tranvía eléctrico que con el nombre de El Irati unió desde 1911 Pamplona con Sangüesa. Con la construcción del Segundo Ensanche a finales del primer tercio del siglo XX, el teatro Principal fue derribado, abriéndose la Avenida de Carlos III desde el sur de la plaza.

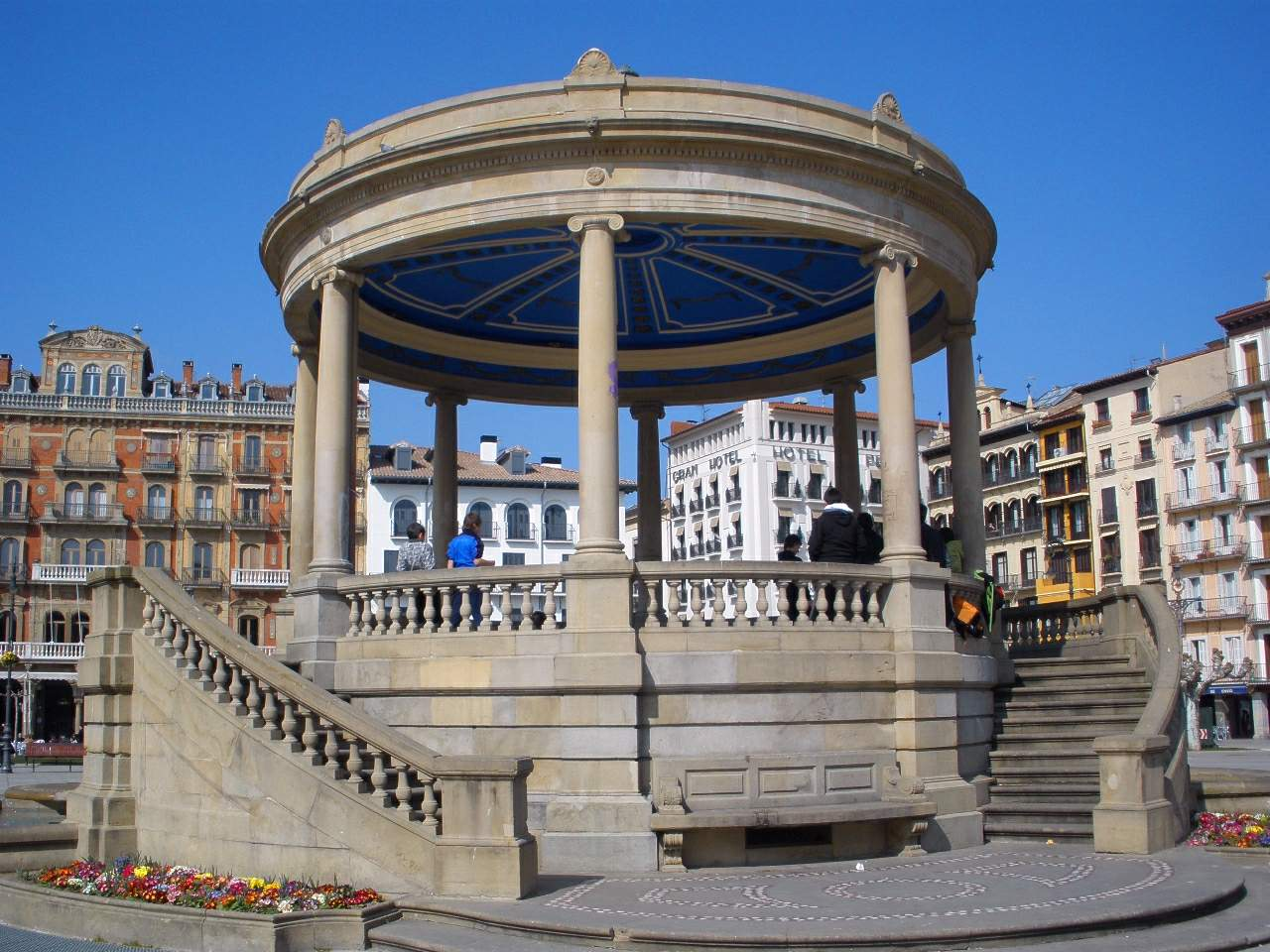
Quiosco en el centro de la Plaza del Castillo

En 1943 fue colocado en el área central el quiosco de música que actualmente es el símbolo de la plaza.
Con la construcción del Segundo Ensanche, aquella plaza cerrada por el teatro Principal (actual teatro Gayarre) tuvo que retroceder para abrir paso a la gran apertura de la ciudad, en 1931.
Durante 2001 y 2003 se llevó a cabo la total remodelación de la plaza, cerrándola al tráfico rodado y convirtiéndola en área peatonal, al mismo tiempo que se acometía la construcción de un aparcamiento subterráneo.
Recientemente se ha rehabilitado la belena del Café Iruña, una callejuela larga y estrecha sin salida, hasta ahora residual y utilizada en otros tiempos para acceder a los locales que daban a calles más importantes. Popularmente se le ha llamado la Belena del Pintamonas haciendo referencia al personaje de Juan Baigorrotegui, el "Pintamonas", un aguador que buscaba aquí los restos de los restaurantes de la zona.

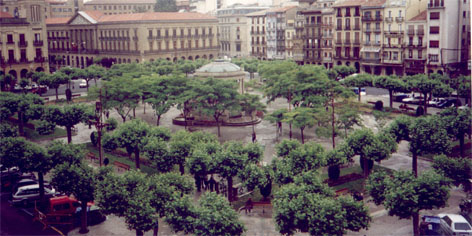
La plaza del Castillo en 1998

En la actualidad la plaza continúa siendo un polo de atracción de la ciudad, que se ve favorecido por la peatonalización de la Avenida Carlos III, que nace en su extremo sur y en la que se ubican importantes comercios y entidades bancarias y administrativas que la convierten en la zona de mayor valor inmobiliario de la ciudad.

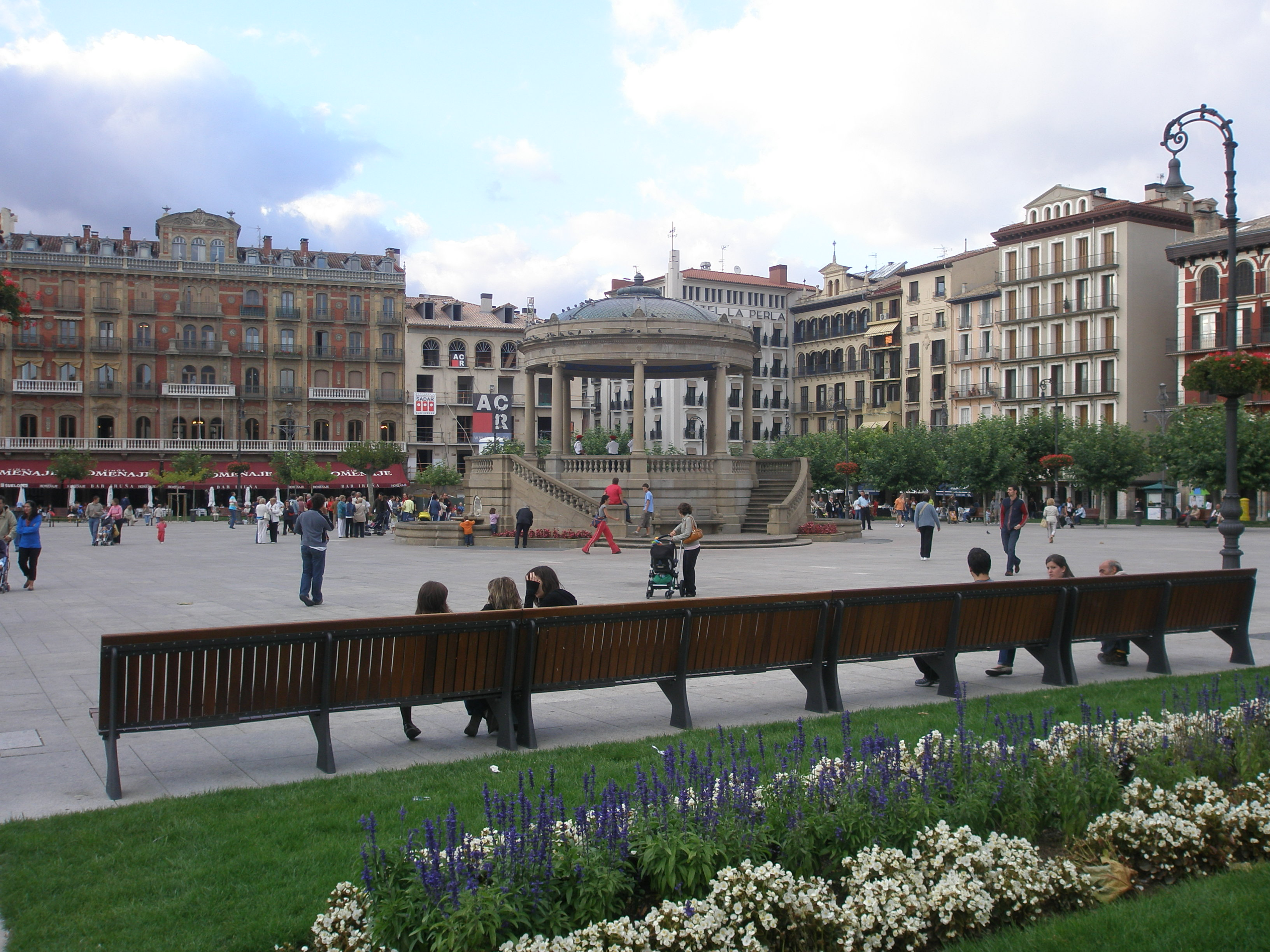
Vista de la plaza del Castillo

### Polémica por la remodelación de 2001-2003
El proyecto de reforma de la plaza del Castillo como área peatonal y la construcción del aparcamiento subterráneo suscitaron una enorme polémica social y política en la ciudad, que se vio intensificada notablemente al descubrirse bajo el subsuelo de la plaza importantes elementos arqueológicos, que incluían restos de termas romanas, una necrópolis musulmana con más de 200 esqueletos, un tramo de la muralla medieval, los restos del ya mencionado convento e incluso un menhir de época desconocida. La importancia de tales restos, que obligaron a repensar las teorías sobre la importancia y extensión de la Pamplona romana, así como acerca del efectivo dominio musulmán de la ciudad y su integración en Al Ándalus, acentuaron el debate entre la necesidad y oportunidad de seguir con las obras del aparcamiento subterráneo y la conservación de los restos arqueológicos.

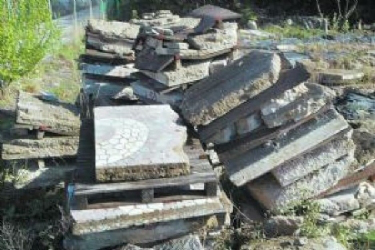
Mosaico almacenado

Los grupos municipales de UPN, PSN-PSOE y CDN, que sumaban 19 de los 27 concejales del Ayuntamiento de Pamplona, aprobaron el proyecto y, encabezados por la alcaldesa Yolanda Barcina, defendieron la necesidad de continuar con las obras del aparcamiento subterráneo. Sin embargo, admitieron la introducción de modificaciones al proyecto inicial para integrar parte de los restos medievales encontrados en la obra constructiva del aparcamiento, defendiendo la solución de desmontar o enterrar el resto de los hallazgos arqueológicos.

En la opinión contraria, los concejales de Batasuna, Batzarre e Izquierda Unida (España) (que sumaban 8 de los 27 concejales del consistorio pamplonés), así como otras fuerzas políticas nacionalistas vascas sin representación municipal, como EA, manifestaron su oposición a continuar con el proyecto, acusando al ayuntamiento de estar destruyendo el patrimonio arqueológico hallado en la plaza y subrayando la opinión de algunos ámbitos académicos que catalogaban la prosecución de las obras como un expolio, afirmando además que la construcción del aparcamiento era innecesaria y que se realizaba únicamente con el fin de dotar al pequeño hotel La Perla de la calificación de cinco estrellas, rango imposible de alcanzar sin contar con plazas de aparcamiento.

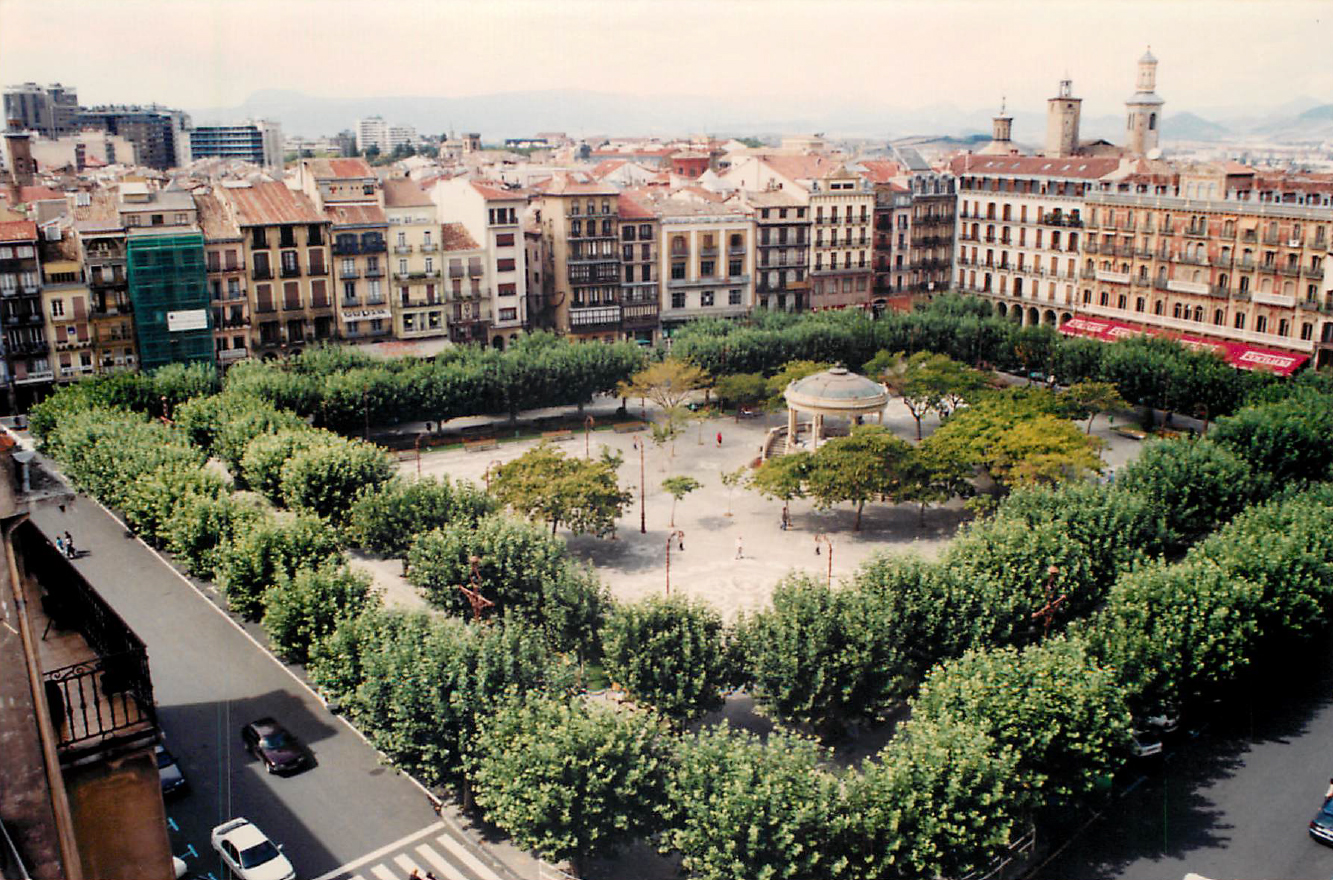
Plaza del Castillo antes de la construcción del aparcamiento

La polémica, al margen del enfrentamiento político, tuvo un profundo eco en la sociedad pamplonesa, sucediéndose las protestas contras las obras. Dichas protestas derivaron en ocasiones en enfrentamientos violentos en las calles de la ciudad, acusándose a las fuerzas opositoras de instrumentalizar las protestas en su estrategia de kale borroka.
La disputa política a cuenta de las obras arreció durante meses al hacerse público que uno de los partidos contrarios a continuar con el proyecto de aparcamiento había solicitado ser adjudicatario de varias plazas del aparcamiento a cuya construcción públicamente se oponía y se prolongó años después de acabadas las obras al conocerse en 2008 que los restos extraídos de la excavaciones arqueológicas y considerados sin valor apreciable fueron utilizados como escombro de relleno para las obras de urbanización del barrio de Lezcairu.
Así mismo, la polémica alcanzó también a la parte económica de la obra, al ser reclamada y anulada judicialmente la adjudicación del contrato hecha por el ayuntamiento a resultas de una reclamación presentada por parte de una empresa no adjudicataria. Debiendo el Ayuntamiento pamplonés el pago de la indemnización decretada por los tribunales para la empresa reclamante.
Con la reurbanización de la plaza, ésta perdió su antiguo estilo de corte clásico y de parque romántico, así como parte del denso arbolado, que aún sigue existiendo en la parte Este de la plaza. Si bien la creación de este aparcamiento como de otros cercanos ha ayudado a la revitalización de la plaza como corazón de la ciudad, dotándola de espacio suficiente para la realización de eventos diversos tanto culturales (conciertos, exposiciones, ferias...) como deportivos (pádel, baloncesto, fútbol 3x3).
El gran mosaico que durante más de medio siglo decoró la plaza fue almacenado en un almacén municipal, hasta que en la urbanización del barrio de Lezkairu se utilizó como relleno de un talud, junto a restos arqueológicos de la plaza.

## Galería de imágenes

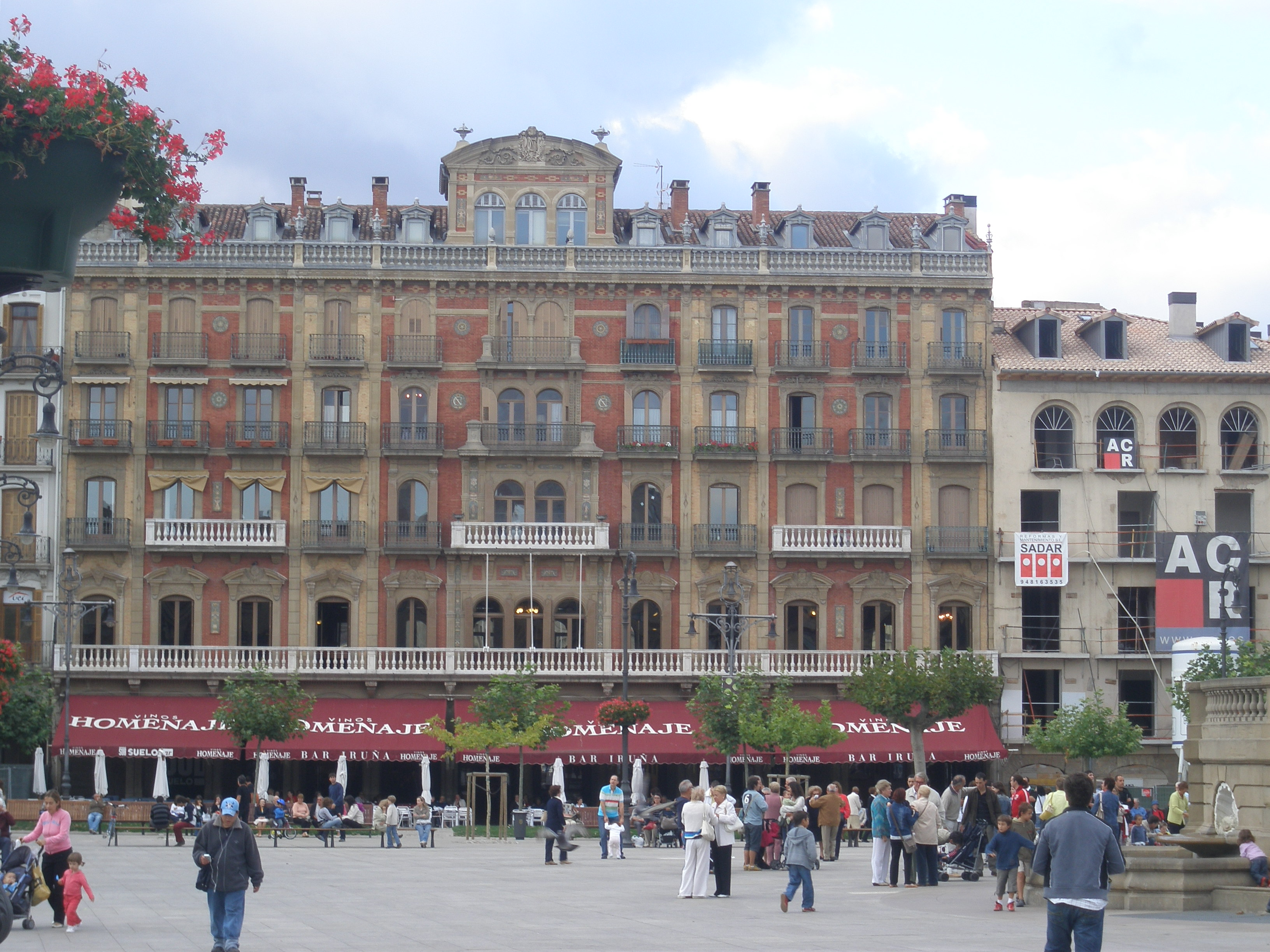
Nuevo Casino y café Iruña
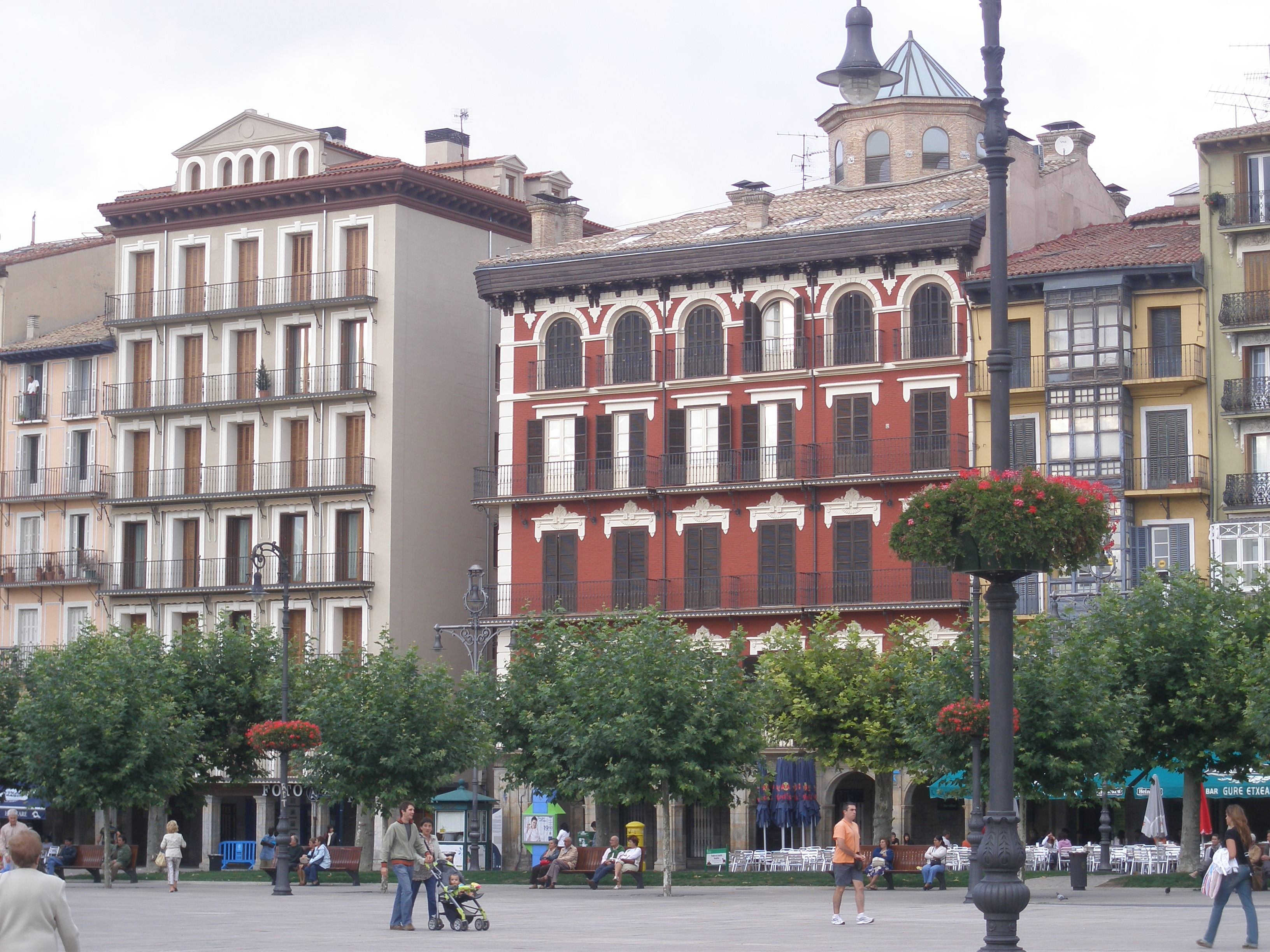
Palacio de Goyeneche, palacio barroco
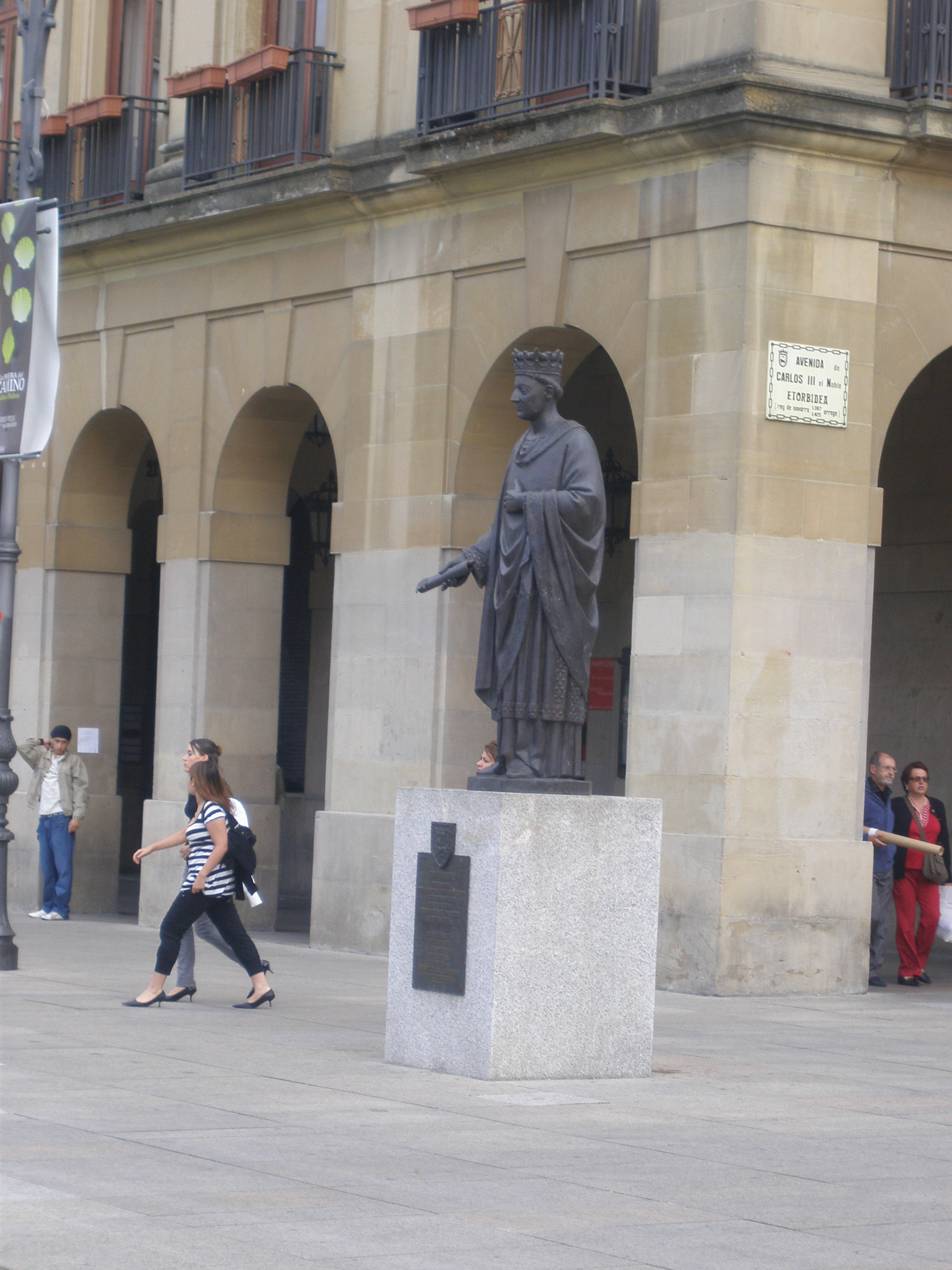
Carlos III el Noble
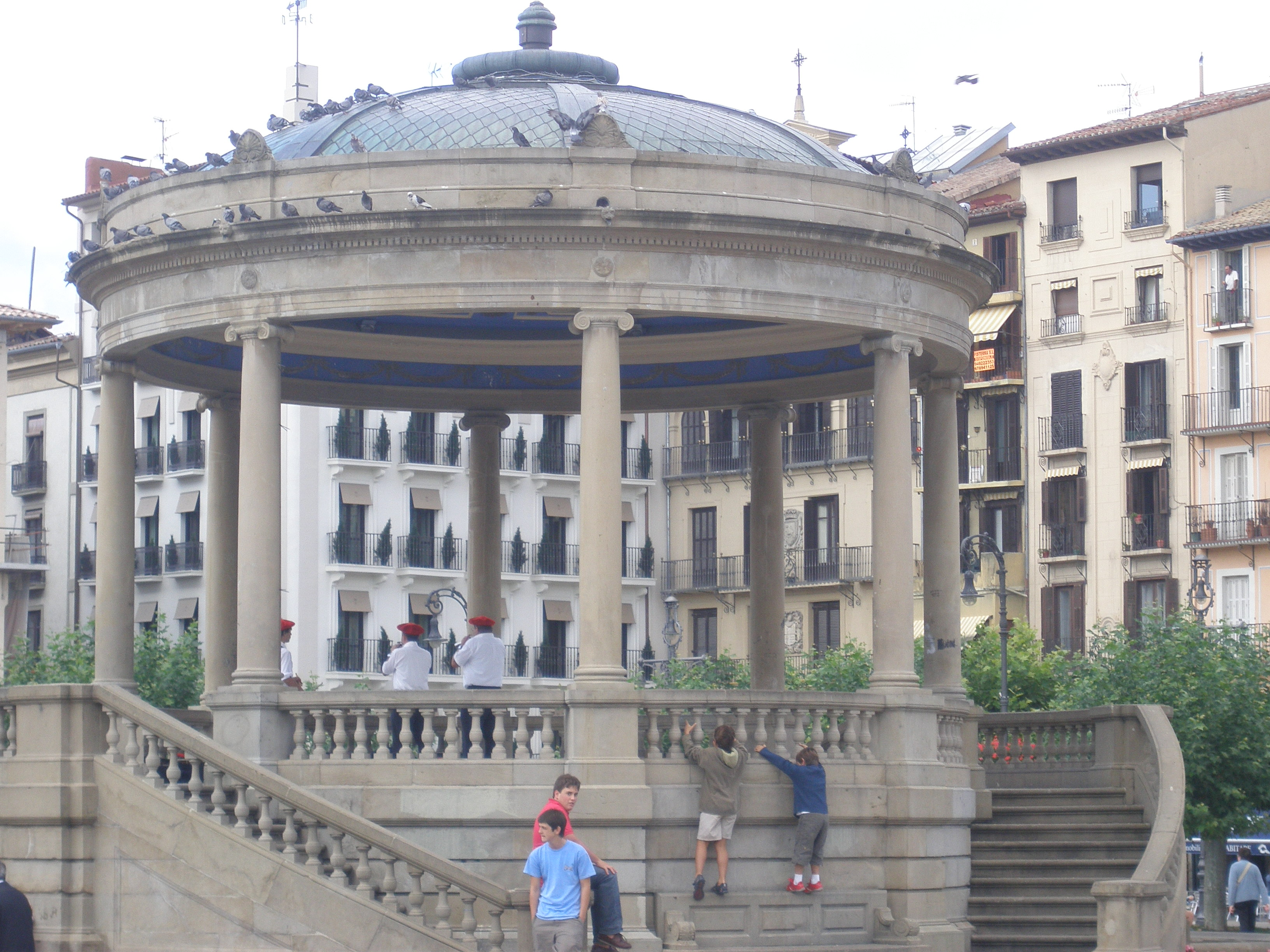
Quiosco de Pamplona
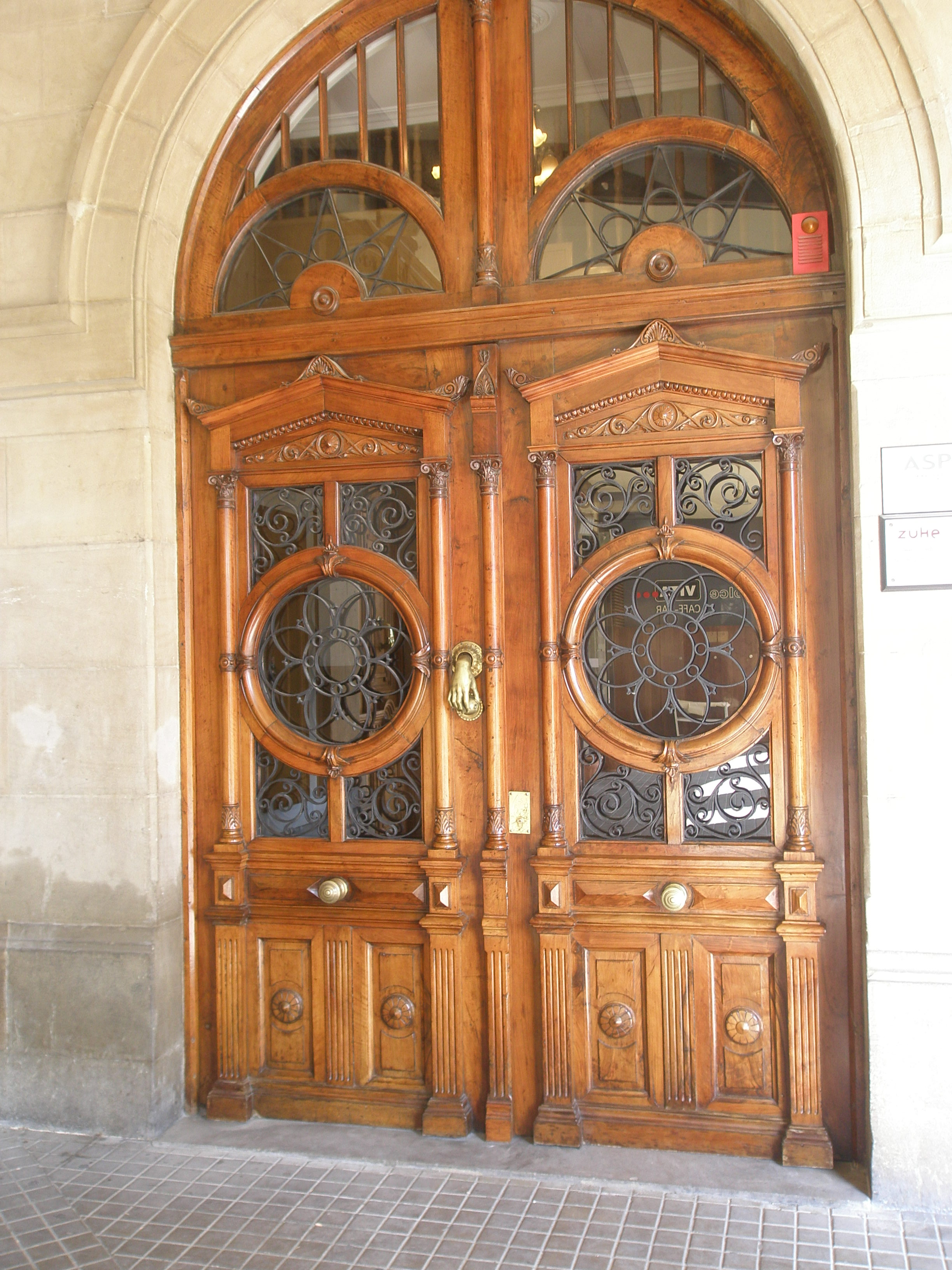
Puerta en la plaza del Castillo
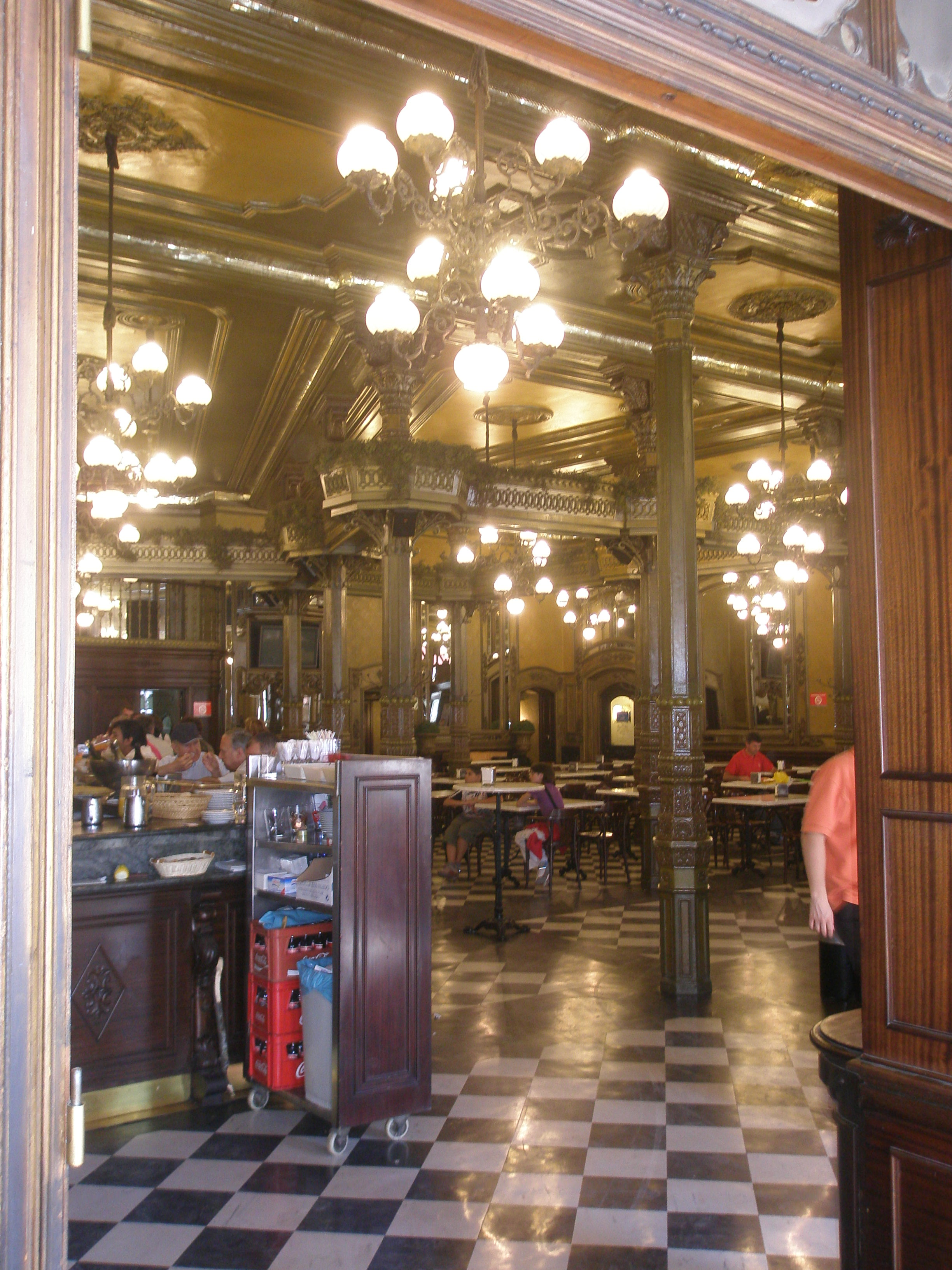
Café Iruña, de los más antiguos de la ciudad
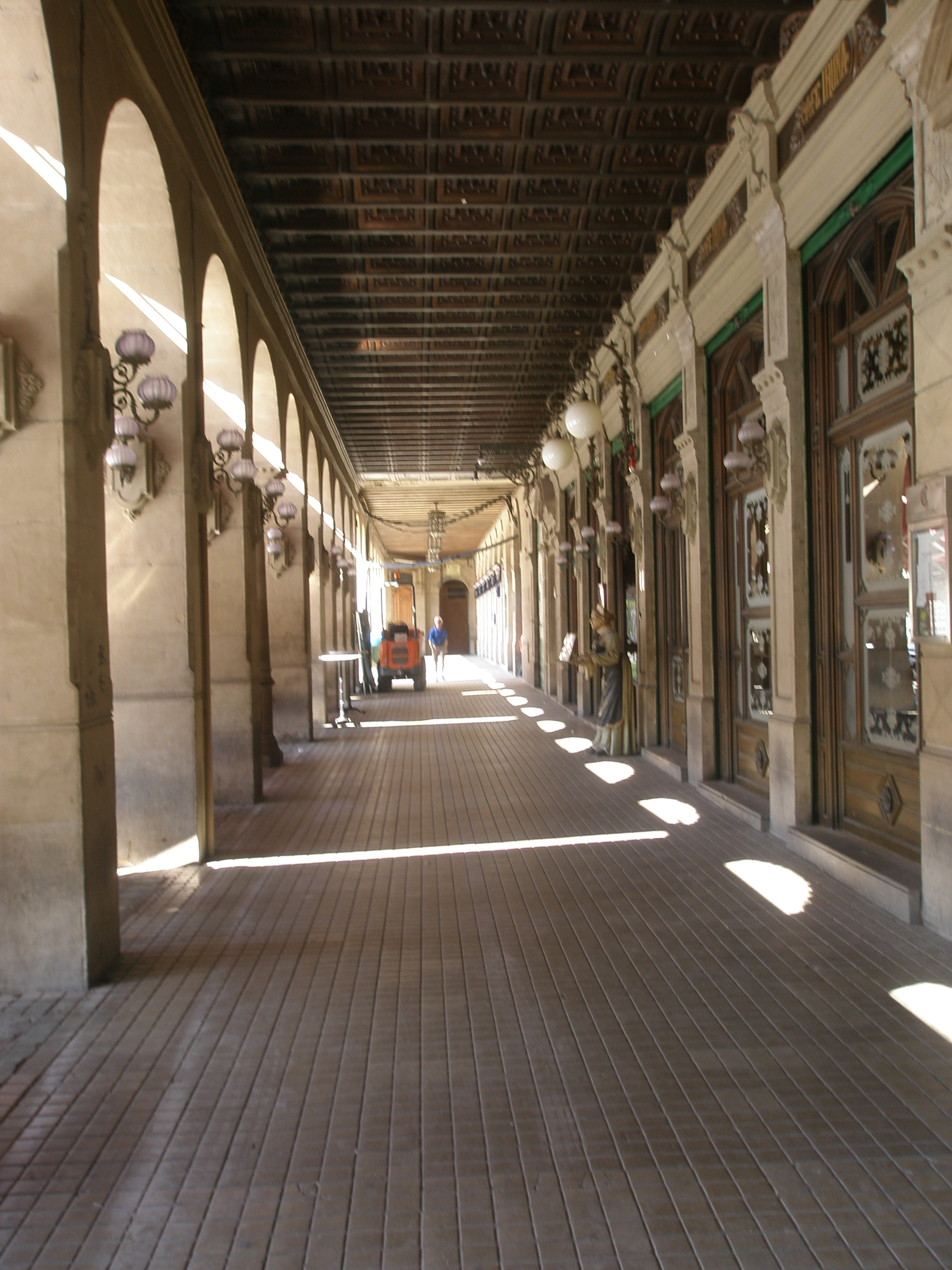
Portales junto al café Iruña
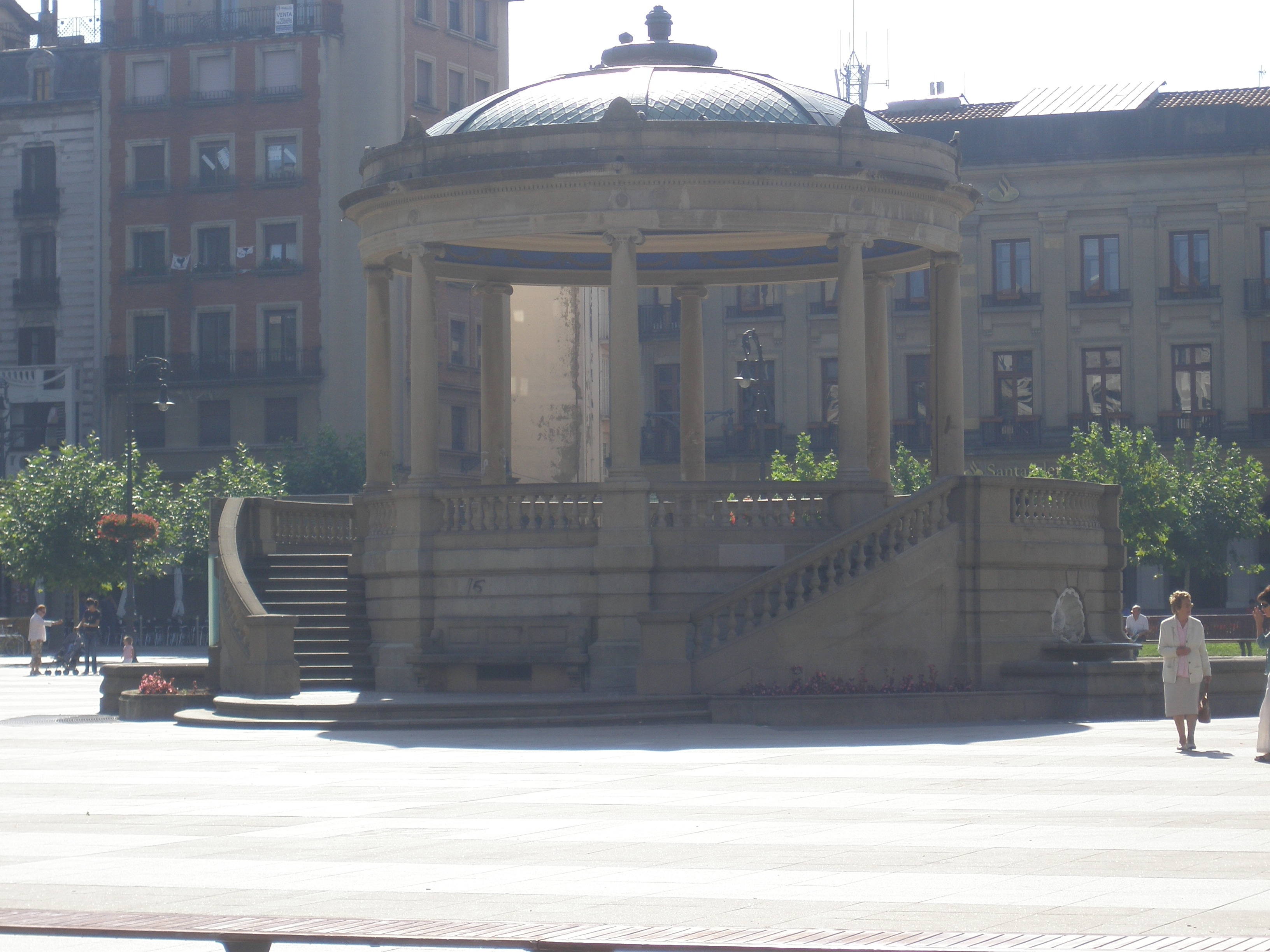
Quiosco